# جمال مصباح
جمال الدين مصباح من مواليد (9 أكتوبر 1984 في زيغود يوسف بولاية قسنطينة) هو لاعب كرة قدم جزائري يلعب بمركز لاعب وسط وأغلب الأوقات كظهير ايسر في نادي بارما الإيطالي.

## روابط خارجية
- جمال مصباح على موقع الاتحاد الدولي (مؤرشف)  (الإنجليزية)
- جمال مصباح على موقع الاتحاد الأوربي (الإنجليزية)
- جمال مصباح على موقع قاعدة بيانات كرة القدم.إي يو (الإنجليزية)
- جمال مصباح على موقع ناشيونال فوتبول تيمز (الإنجليزية)
- جمال مصباح على موقع Soccerway.com (الإنجليزية)
- جمال مصباح على موقع عالم كرة القدم.نت (الإنجليزية)
- جمال مصباح على موقع كووورة
- جمال مصباح على موقع AS.com (الإسبانية)